# ساموئل زد. آرکوف
ساموئل زد. آرکوف (انگلیسی: Samuel Z. Arkoff؛ ۱۲ ژوئن ۱۹۱۸ – ۱۶ سپتامبر ۲۰۰۱) یک تهیه‌کننده اهل ایالات متحده آمریکا بود.

## فیلم‌شناسی
- ترافیک سنگین
- بلندی‌های بادگیر
- دوریان گری
- دیلینگر
- دو ساد

## پیوند به بیرن
- ساموئل زد. آرکوف در بانک اطلاعات اینترنتی فیلم‌ها (IMDb)
- ساموئل زد. آرکوف در وبگاه قبریاب
- Samuel Z. Arkoff Papers
- Obituary at Los Angeles Times
- Obituary at شیکاگو تریبون